# برماعشر ستاق (عشر ستاق)
برماعشر ستاق (بالفارسية: برماعشرستاق) هي قرية تقع في إيران في قسم عشر ستاق الريفي. يقدر عدد سكانها بـ 145 نسمة بحسب إحصاء 2016.